# Millettia cochinchinensis
Millettia cochinchinensis är en ärtväxtart som beskrevs av François Gagnepain. Millettia cochinchinensis ingår i släktet Millettia och familjen ärtväxter. Inga underarter finns listade i Catalogue of Life.